# 피아노 치는 대통령
"피아노 치는 대통령"은 안성기와 최지우가 주연을 맡은 전만배 감독의 영화이며 당초 1997년 개봉 예정이었으나 제작의도와의 차이로 시나리오 작업 단계에서 보류된 데다 대선시기와 맞물려  무산됐고 2002년 12월 6일이 되어서야 간신히 개봉됐다.
그러나,  기타치는 대통령이라는 선거운동과 연계시켜 분위기를 띄우려는 속셈 -  허술한 이야기 구조와 현실성 없는 캐릭터로 혹평을 받아 흥행에 실패했다.

## 출연진

### 주연
- 안성기 ... 한민욱 역
- 최지우 ... 최은수 역

### 조연
- 임수정 ... 한영희 역
- 김성겸 ... 정만수 역
- 김형일 ... 경호실장 역
- 강성범 ... 수다맨 역

### 단역
- 김인문 ... 주점 주인 역
- 이주희 ... 김 비서 역
- 권병길 ... 장 실장 역
- 이장숙 ... 광배 역
- 박은빈 ... 수다맨의 꼬마 역
- 윤영삼 ... 경민 역
- 이익선 ... 청와대 여기자 역
- 최이수 ... 민숙 역
- 서혜린 ... 방실 역
- 황규림 ... 지나 역
- 한설아 ... 선미 역
- 유형관 ... 버스기사 역
- 윤문식 ... 수위 역
- 정재형 ... 청와대 남 기자 역
- 박주희 ... 경호원 역
- 차승환 ... 카페 종업원 역
- 홍승섭 ... 교육부 장관 역

### 특별출연
- 이범수 ... 노숙자 역